# فيتوريو بوتيغو
فيتوريو بوتيغو (بالإنجليزية: Vittorio Bottego)‏ كان مستكشفًا وضابطًا بالجيش الإيطالي.